# Sam Townsend
Sam Townsend (ur. 26 listopada 1985 w Reading) – brytyjski wioślarz, medalista mistrzostw świata.

## Osiągnięcia
| Rok  | Impreza                 | Miejsce   | Konkurencja      | Lokata      |
| ---- | ----------------------- | --------- | ---------------- | ----------- |
| 2005 | Mistrzostwa świata U-23 | Amsterdam | ósemka           | 10. miejsce |
| 2007 | Mistrzostwa świata      | Monachium | czwórka podwójna | 15. miejsce |
| 2008 | Mistrzostwa Europy      | Ateny     | jedynka          | 7. miejsce  |
| 2009 | Mistrzostwa świata      | Poznań    | dwójka podwójna  | 12. miejsce |
| 2010 | Mistrzostwa świata      | Hamilton  | czwórka podwójna | 5. miejsce  |
| 2011 | Mistrzostwa świata      | Bled      | czwórka podwójna | 7. miejsce  |
| 2012 | Igrzyska olimpijskie    | Londyn    | dwójka podwójna  | 5. miejsce  |
| 2013 | Mistrzostwa świata      | Chungju   | czwórka podwójna | 3. miejsce  |
| 2014 | Mistrzostwa Europy      | Belgrad   | czwórka podwójna | 2. miejsce  |
| 2014 | Mistrzostwa świata      | Amsterdam | czwórka podwójna | 2. miejsce  |